# 已测序动物基因组列表
已测序动物基因组列表列出了截止2009年的已完成全基因组测序的动物物种：

## 蜕皮动物

### 线虫动物门
- 秀丽隐杆线虫 Caenorhabditis elegans 100Mb （品系：Bristol N2）（模式生物）（1998[1]）
- 双桅隐杆线虫 Caenorhabditis briggsae 104Mb（2003[2]）

### 节肢动物门
- 黑腹果蝇 Drosophila melanogaster 180Mb （模式生物）（2000[3]）
- 拟暗果蝇 Drosophila pseudoobscura 139Mb （2005[4]）
- 甘比亞瘧蚊 Anopheles gambiae 280Mb 品系：PEST（2002[5]）
- 家蚕 Bombyx mori 429Mb 品系：p50T（2004[6]）

## 后口动物

### 脊索动物门

#### 尾海鞘纲
- Oikopleura dioica 65Mb（2001[7]）
- Ciona intestinalis ，一种海鞘 150Mb（2002[8]）

#### 硬骨鱼纲
- 红鳍东方鲀 Takifugu rubripes 333Mb （2002[9]）
- 暗綠魨 Tetraodon nigroviridis 342Mb （2004[10]）

#### 鸟纲
- 原雞 Gallus gallus 1060Mb （2004[11]）

#### 哺乳纲
- 狗 Canis familiaris 2385Mb （2005[12]）
- 小家鼠 Mus musculus 2493Mb 实验小鼠品系：C57BL/6J（2002[13]）
- 褐鼠 Rattus norvegicus 2750Mb 实验大鼠（2004[14]）
- 智人 Homo sapiens 3000Mb 草图：2001，完成：2006
- 黑猩猩 Pan troglodytes 2700Mb （2005[15]）